# Lara Izagirre
Pour les articles homonymes, voir Izagirre.
Lara Izagirre Garizurieta née le 10 septembre 1985 à Amorebieta-Etxano est une scénariste, réalisatrice et productrice de cinéma féministe espagnole.

## Biographie
Lara Izagirre obtient une licence en communication audiovisuelle à l'université du Pays basque. Elle part à New York pour compléter sa formation en production cinématographique à la New York Film Academy. À Barcelone, elle étudie le scénario à l'Escola Supérieur de Cinema i Audiovisuals de la Catalogne.
Elle réalise son premier long métrage en 2015 Un otoño sin Berlín. Le film est tourné dans sa ville natale Amorebieta-Etxano, en basque. Irene Escolar, l'actrice principale remporte le prix Goya de la meilleure actrice de révélation. En 2020, elle réalise Nora.
En 2010, elle fonde la société de production Gariza, pour produire des films de façon indépendante et sans machisme.
En 2023, elle produit 20 000 espèces d'abeilles d'Estibaliz Urresola.

## Réalisations
- Un otoño sin Berlín, 2015
- Nora, 2020

## Productions
- Un otoño sin Berlín, Lara Izagirre, 2015
- Muga deitzen da pausoa, de Maider Oleaga, 2018
- Errementari, Paul Urkijo Alijo, 2018
- Fabricando Mujeres, Paula Iglesias, 2019
- Vitoria, 3 de marzo, Héctor Amado, 2019
- Una ventana al mar, Miguel Ángel Jiménez, 2020
- Nora, Lara Izagirre, 2020

- 20 000 espèces d'abeilles d'Estibaliz Urresola, 2023

## Prix et distinctions
- prix du public, Festival Internacional El Novelísimo, 2016[6]